# Ola Lindholm
Ola Henrik Lindholm, född 5 november 1970 i Sankt Peters klosters församling i Malmöhus län, är en svensk TV-personlighet, redaktör och författare. Han är känd som tidigare programledare i TV, tillika chefredaktör för Kamratposten. Han har även deltagit som låtskrivare i Melodifestivalen.

## Karriär
Lindholm inledde sin TV-karriär som hallåa för ungdomsprogram på TV3. Därefter kom han till ZTV och efter det har han bland annat varit programledare på SVT för Ola 21:30, Söndagsöppet, Riktig talkshow, Sing Sing, Myror i brallan, Melodifestivalen 2004, Wild Kids, Skrotslaget och Glasklart. Han var med i det första avsnittet av tv-programmet Bubblan. Lindholm var chefredaktör för barn- och ungdomstidningen Kamratposten 2006–2011. Lindholm gjorde en skiva tillsammans med Oscar Söderberg benämnd Världens bästa skiva som de släppte 2001.
Mellan 2009 och 2011 var han ledamot av styrelsen för Barnens rätt i samhället. 2012 deltog Lindholm i ett kändisavsnitt av Vem vet mest?.

### Narkotikabrott 2011
Efter en fotbollsmatch på Råsunda 2011 påträffades Lindholm med kokainrester i urinen. Tidningen Expressen pekade ut honom med namn och bild som narkotikabrottsling, trots att han inte var dömd. Lindholm slutade därefter som chefredaktör på Kamratposten. SVT stoppade inspelade Wild kids-avsnitt med honom som programledare, då han hade åtalats för narkotikabrott. Brottet förnekades dock av Lindholm. Han åberopade oskuldspresumtion och kritiserade SVT för att inte invänta ett utslag i domstol innan man avbröt samarbetet. Rättegången inleddes den 5 september samma år och Lindholm dömdes den 12 september mot sitt nekande till 30 dagsböter à 50 kronor samt att betala 500 kronor till Brottsofferfonden. Expressen klandrades av Pressens opinionsnämnd den 9 december 2011 för att med namn och bild peka ut Lindholm som narkotikabrottsling trots att han vid tillfället inte var dömd. Lindholm menade att ett mediedrev allvarligt inverkade på rättsprocessen.

### Efter 2011
I Melodifestivalen 2013 var Ola Lindholm en av låtskrivarna till Sean Banans bidrag "Copacabanana". Låten tog sig vidare till final från deltävlingen i Göteborg 9 februari.
2016 debuterade Lindholm som författare med äventyrsboken Odjuret vaknar på Bonnier Carlsen bokförlag. Han har även skrivit barnboksserien Kung Pow i sju delar (2020–2022, Bonnier Carlsen) tillsammans med Johan Lindqvist.
Efter narkotikadomen har Lindholm främst varit verksam bakom kameran, bland annat har han varit redaktör för Mästarnas mästare. Han har även regisserat Rennie Mirros show Dansa Rennie!

## Teater

### Regi
| År   | Produktion    | Upphovsmän                    | Teater      |
| ---- | ------------- | ----------------------------- | ----------- |
| 2022 | Dansa Rennie! | Rennie Mirro och Ola Lindholm | Riksteatern |